# Congreso Islámico Estadounidense
El Congreso Islámico Estadounidense (en inglés: American Islamic Congress) fue fundado en 2001, es una organización sin ánimo de lucro con sede en los Estados Unidos de América. La AIC es una organización no religiosa, que defiende los derechos civiles y políticos, y cuyo objetivo es promover el diálogo interreligioso y fomentar el entendimiento. La AIC recibe importantes subvenciones por parte del Gobierno federal de los Estados Unidos.

## Historia
El AIC fue fundado en noviembre de 2001 por un grupo de ciudadanos musulmanes estadounidenses, para promover la tolerancia después de los atentados del 11 de septiembre de 2001.
El cofundador de la AIC, Zainab Al-Suwaij, fue un prominente defensor público de la Guerra de Irak de 2003.
En 2004, AIC fue uno de los tres grupos que compartieron una subvención del Departamento de Estado de los Estados Unidos de $ 10 millones de dólares para promover la democracia entre las mujeres iraquíes.
La organización tiene su sede en Washington D. C. y también mantiene oficinas en Boston, Massachusetts, El Cairo, Egipto y Basora, Irak. El cofundador de la AIC, Al-Suwaij, es también el Director Ejecutivo del grupo.

## Programas en los Estados Unidos
El Congreso Islámico Estadounidense comenzó una iniciativa dirigida por estudiantes hace dos años llamada "Proyecto Nur". El Proyecto Nur tiene más de 70 capítulos en los campus de todo el país y se está expandiendo rápidamente. Los capítulos trabajan para combatir los estereotipos y promover el entendimiento interreligioso en los campus universitarios. El Proyecto Nur, en cooperación con la Fundación John Templeton, alberga la serie de diálogo Ciencia e Islam, que explora la intersección de la fe y la ciencia islámica.
El centro de la AIC en Boston, está ubicado en la calle Newbury en Boston, Massachusetts, organiza actividades interreligiosas, sirve como recurso para otras organizaciones sin ánimo de lucro y organiza eventos culturales, conciertos, exhibiciones de arte y proyecciones de películas, así como debates de grupos sobre derechos humanos y derechos civiles.
El centro de la AIC en Washington D. C., se centra en la promoción, el compromiso y la educación, sirviendo como base para las relaciones entre el gobierno de EE. UU. y las organizaciones no gubernamentales. La AIC representa a la comunidad musulmana estadounidense en la colina del Capitolio y apoya la legislación que promueve las libertades civiles y religiosas en el Mundo. En 2011, la AIC fue una voz crítica en la campaña por la re-autorización de la Comisión para la Libertad Religiosa Internacional en los Estados Unidos.

## Programas internacionales
En Egipto, la AIC organiza el Festival de Cine de Derechos humanos de El Cairo y lleva a cabo un programa de educación cívica Fahem Haqi (Conozco mis derechos). La AIC también ha traducido y distribuido The Montgomery Story, un cómic de Martin Luther King que describe el boicot a los autobuses segregados en 1958 y el poder de la no violencia. El cómic fue influyente durante los acontecimientos de la Primavera Árabe.
En 2008, la AIC, en colaboración con CureViolence, comenzó el programa Ambassadors for Peace en Irak. El programa tiene como objetivo resolver pacíficamente los conflictos a través de la mediación entre los trabajadores locales.
En junio de 2010, la AIC lanzó un blog centrado en los derechos de las mujeres en Oriente Medio. El blog, llamado "Redactando una nueva historia: los derechos de las mujeres en Oriente Medio", presenta nuevas historias, caricaturas políticas, entrevistas en video y obras de arte con énfasis en los derechos de las mujeres.
La AIC comenzó a trabajar en Túnez en 2011 con un programa social. El programa ofrece a pequeñas empresas y a jóvenes emprendedores proyectos sociales para liderar la sociedad civil en sus comunidades locales.
La AIC también realiza un concurso anual de redacción de ensayos centrado en los derechos civiles en Oriente Medio, el Dream Enferred Essay Contest. En mayo de 2012, las mejores presentaciones de ensayos sobre Oriente Medio y el Norte de África, se publicaron en una antología llamada Arab Spring Dreams (los sueños de la Primavera Árabe).
La AIC aboga por las libertades religiosas y civiles en general en Oriente Medio. En 2007, cuando Haleh Esfandiari fue encarcelado en la prisión de Evin en la República Islámica de Irán, el Congreso Islámico Estadounidense creó el sitio freehaleh.org para solicitar su puesta en libertad.

## Financiación
Desde sus inicios, la AIC ha recibido una parte significativa de sus ingresos de parte del Gobierno de los Estados Unidos Un informe de la organización Electronic Intifada, publicado por el periodista y activista en favor de los derechos del pueblo palestino Max Blumenthal, alega que la AIC también ha sido financiada por donantes de derechas y por el lobby proisraelí. La AIC no ha respondido a las acusaciones de Max Blumenthal.